# Moveo
Moveo (Latijn voor ik beweeg) is een historisch merk van motorfietsen.
De bedrijfsnaam was: Loxhams Garage, Preston, Lancashire.
Het was een Engels merk dat in 1907 werd opgericht en motorfietsen met JAP-motoren bouwde. Dit waren 3½pk-eencilinders en 5pk-V-twins. In 1910 was het merk weer verdwenen.

## Trivia
Loxhams Garage stopte al vroeg met de productie van motorfietsen, maar bestond als autodealer nog in de jaren vijftig. Vaste klant was de komische zanger/acteur George Formby.